# Mariano Ospina Rodríguez
Mariano Ospina Rodríguez (Guasca, 18 de outubro de 1805 – Medellín, 11 de janeiro de 1885) foi um advogado, jornalista e político colombiano. Ocupou o cargo de presidente de seu país entre 22 de maio de 1858 e 31 de março de 1861.